# This Is Me... Now
This Is Me... Now (на български: Това съм аз... Сега) е деветият студиен албум на американската певица и актриса Дженифър Лопес, издаден през февруари 2024 г. Включва в себе си 13 музикални изпълнения, два от които са хитовите сингли Can't Get Enough и Rebound.

## Списък с песните

### Оригинален траклист
1. This Is Me... Now – 4:13
2. To Be Yours – 3:18
3. Mad in Love – 3:06
4. Can't Get Enough – 3:06
5. Not. Going. Anywhere. – 3:30
6. Rebound – 3:02
7. Dear Ben, Pt. II – 3:39
8. Hummingbird – 2:45
9. Hearts and Flowers – 4:10
10. Broken Like Me – 3:16
11. This Time Around – 3:55
12. Midnight Trip to Vegas – 3:11
13. Greatest Love Story Never Told – 3:07

### Дигитално делукс издание
1. Rebound (с Ануел АА) – 3:19
2. Can't Get Enough (с Лато) – 3:27
3. Can't Get Enough (Bruno Martini remix) – 2:49